# Peggy Kopp
Peggy Kopp Arenas (Caracas, Venezuela; 3 de abril de 1951) es una modelo y abogada venezolana, a la edad de 18 años participó en la  XV edición en del certamen de Miss Venezuela celebrada en el antiguo Teatro Altamira 25 de junio de 1968 donde resultó elegida ganadora y representó a Venezuela en el Miss Universo 1968 posicionandose como tercera finalista.

## Biografía
Peggy nace en la ciudad de Caracas el  3 de abril de 1951 en el ámbito de una familia conservadora de la época siendo judía por parte de su padre quién era de nacionalidad checa Jiri Kopp Breth, y su madre de nombre Graciela Arenas de nacionalidad peruana. Su hermana Jeanette Kopp Arenas, representó también al Distrito Federal en el Miss Venezuela 1966.
A la edad 18 años en 1968 participa en el certamen de Miss Venezuela donde resulta vencedora y curiosamente es coronada por la primera finalista del año anterior, Irene González, ya que Mariela Pérez Branger, Miss Venezuela 1967, se había residenciado durante un tiempo en los Estados Unidos y no asistió al evento porque el concurso no satisfizo exigencias económicas para venir al país a entregar el trono. Pare ese momento Peggy estudiaba derecho en la Universidad Católica Andrés Bello, alma mater en la que se graduó.
Después de coronarse como Miss Venezuela es mismo año de (1968) viaja a Miami en el estado de la Florida – Estados Unidos y participa en el concurso de Miss Universo que se celebró en el Convention Hall donde figura como una de las máximas favoritas ocupando el puesto de tercera finalista. Para el año 1969 viaja a Barranquilla capital del departamento del Atlántico Colombia y participa en el certamen de la Reina Internacional del Carnaval de Barranquilla donde obtiene la corona.
En  el  año 1971, Peggy se casó con el ingeniero José Melamed, con quien tuvo dos hijos y posteriormente se divorció. 
A finales de los años 1980, condujo varios programas en Venezolana de Televisión. Radica en la ciudad de Caracas

## Miss Venezuela 1968
Cuadro final del Miss Venezuela 1968
- 1. Peggy Kopp Arenas — Miss Distrito Federal
- 2. María Dolores Núñez Rodríguez (Cherry) — Miss Miranda
- 3. Jovan Navas Ravelo — Miss Aragua
- 4. Gloria Barboza Wulf — Miss Zulia
- 5. Anaís Carlota Mejías Calzadilla — Miss Portuguesa

Participantes
- Jovann Navas Ravelo – Miss Aragua
- Elena Sánchez Ugueto – Miss Bolívar
- Peggy Kopp Arenas – Miss Distrito Federal
- Magally Molleda Pérez – Miss Falcón
- Zully Guilarte Rosas – Miss Guárico
- Nancy Piña – Miss Lara
- Maithe Brilhaut – Miss Mérida
- María Dolores Núñez Rodríguez (Cherry) – Miss Miranda
- Martha Elizabeth Camino Núñez – Miss Monagas
- Norah Williams Troconis – Miss Nueva Esparta
- Anaís Carlota Mejía Calzadilla – Miss Portuguesa
- Elena Correa – Miss Sucre
- Maritza Loyola – Miss Táchira
- Mary Carmen Suero – Miss Trujillo
- Gloria Barboza Wulf – Miss Zulia

## Miss Universo 1968
Cuadro final del Miss Universo 1968
- 1. Martha María Cordeiro Vasconcellos — Miss Brasil
- 2. Anne Marie Braafheid — Miss Curazao
- 3. Leena Marketa Brusiin — Miss Finlandia
- 4. Peggy Kopp Arenas — Miss Venezuela
- 5. Dorothy Catherine Anstett (DiDi)  — Miss Estados Unidos

Semifinalistas
- Nancy Wilson — Miss Canadá
- Danae Montserrat Sala Sarradell — Miss Chile
- Elizabeth Cadren — Miss Francia
- Miranta Zafiropoulou — Miss Grecia
- Jennifer Lowe Summers — Miss Inglaterra
- Miriam Fridman — Miss Israel
- Tone Knaran — Miss Noruega
- Anne Marie Hellqvist — Miss Suecia
- Apantree Prayutsenee — Miss Tailandia
- Daliborka Stojsic — Miss Yugoslavia

### Videos
- Youtube: Peggy Kopp, Miss Venezuela 1968

| Predecesor: Mariela Pérez Branger | Miss Venezuela Miss Venezuela 1968 | Sucesor: María José Yellici Sánchez |

- Datos: Q1994772